# Bombon
Pour les articles homonymes, voir Bombon (homonymie).
Bombon est une commune française située dans le département de Seine-et-Marne en région Île-de-France.

## Géographie

### Localisation
Bombon est à 8 km au sud-ouest de Mormant.

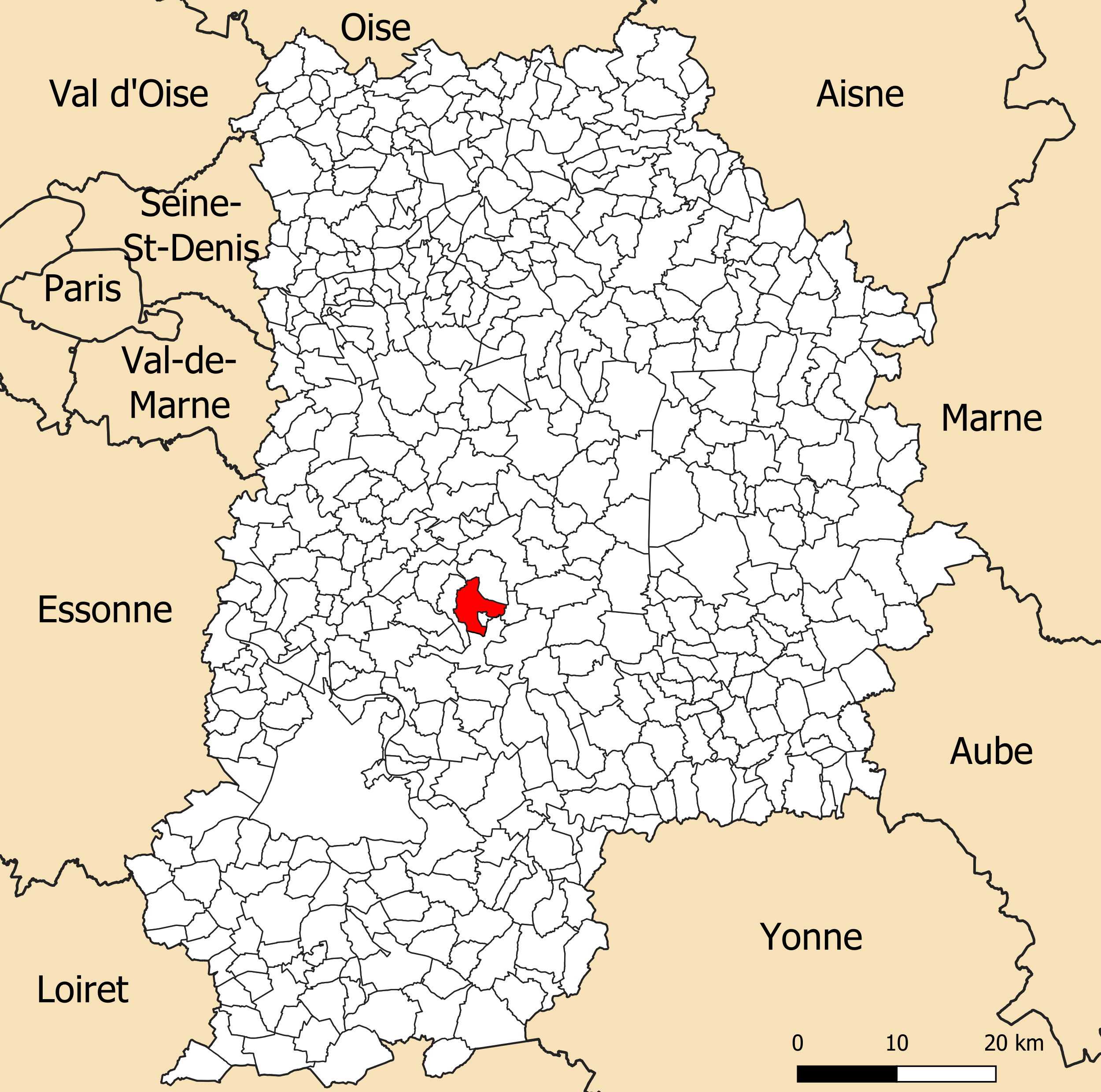
Localisation de la commune de Bombon dans le département de Seine-et-Marne.

### Communes limitrophes
Les communes proches incluent Andrezel (~4,4 km), Blandy-les-Tours (~4,9 km), Bréau (~2,2 km), Champeaux (~4,1 km), La Chapelle-Gauthier (~4,1 km), Châtillon-la-Borde (~5,2 km), Fouju (~5,2 km), Mormant (~4,4 km), Saint-Méry (~2,5 km) et Saint-Ouen-en-Brie (~5,3 km).
|            |                      | Mormant            |
| Saint-Méry | Bombon               | Saint-Ouen-en-Brie |
|            | La Chapelle-Gauthier | Bréau              |

### Géologie et relief
L'altitude de la commune varie de 78 mètres à 122 mètres pour le point le plus haut, le centre du bourg se situant à environ 107 mètres d'altitude (mairie). Elle est classée en zone de sismicité 1, correspondant à une sismicité très faible.

### Hydrographie

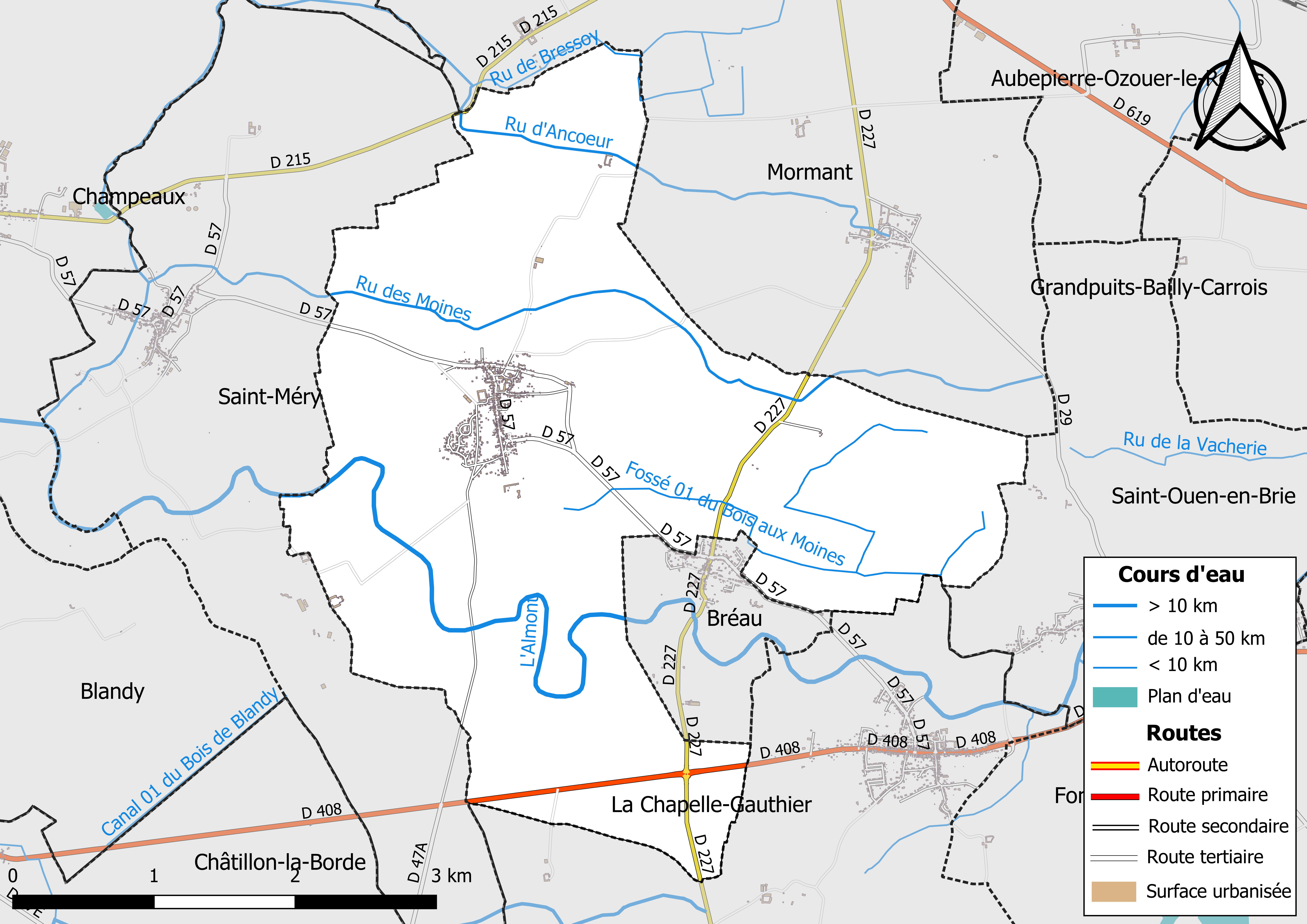
Carte des réseaux hydrographique et routier de Bombon.

Le réseau hydrographique de la commune se compose de huit cours d'eau référencés :
- la rivière l’Almont ou ru d'Ancoeuil, longue de 42,15 km[3], affluent de la Seine en rive droite ;
  - le ru d'Ancoeur ou ru de la Prée, 9,63 km[4], qui conflue avec l’Almont ;
    - le ru de Bressoy, 4,23 km[5], et ;
      - un bras de 0,77 km[6] ;

    - le ru des Moines, 7,05[7], affluents du ru d'Ancoeur ;
- le fossé 01 du Bois aux Moines (cours d'eau naturel et chenal non navigable), 3,67 km[8] ;
  - le canal 01 des Echos du Jard, de 0,33 km[9], qui conflue avec le fossé 01 du Bois aux Moines ;
    - le fossé 01 du Bois de Bombon, canal de 1,94 km[10], qui conflue avec le canal 01 des Echos du Jard.

La longueur totale des cours d'eau sur la commune est de 16,69 km.

### Climat
Pour des articles plus généraux, voir Climat de l'Île-de-France et Climat de Seine-et-Marne.
En 2010, le climat de la commune est de type climat océanique dégradé des plaines du Centre et du Nord, selon une étude du CNRS s'appuyant sur une série de données couvrant la période 1971-2000. En 2020, Météo-France publie une typologie des climats de la France métropolitaine dans laquelle la commune est exposée à un climat océanique altéré et est dans la région climatique Nord-est du bassin Parisien, caractérisée par un ensoleillement médiocre, une pluviométrie moyenne régulièrement répartie au cours de l’année et un hiver froid (3 °C).
Pour la période 1971-2000, la température annuelle moyenne est de 11,1 °C, avec une amplitude thermique annuelle de 15,4 °C. Le cumul annuel moyen de précipitations est de 738 mm, avec 11,6 jours de précipitations en janvier et 7,7 jours en juillet. Pour la période 1991-2020, la température moyenne annuelle observée sur la station météorologique la plus proche, située sur la commune de Grandpuits-Bailly-Carrois à 8 km à vol d'oiseau, est de 11,3 °C et le cumul annuel moyen de précipitations est de 704,0 mm,. Pour l'avenir, les paramètres climatiques de la commune estimés pour 2050 selon différents scénarios d'émission de gaz à effet de serre sont consultables sur un site dédié publié par Météo-France en novembre 2022.

### Milieux naturels et biodiversité

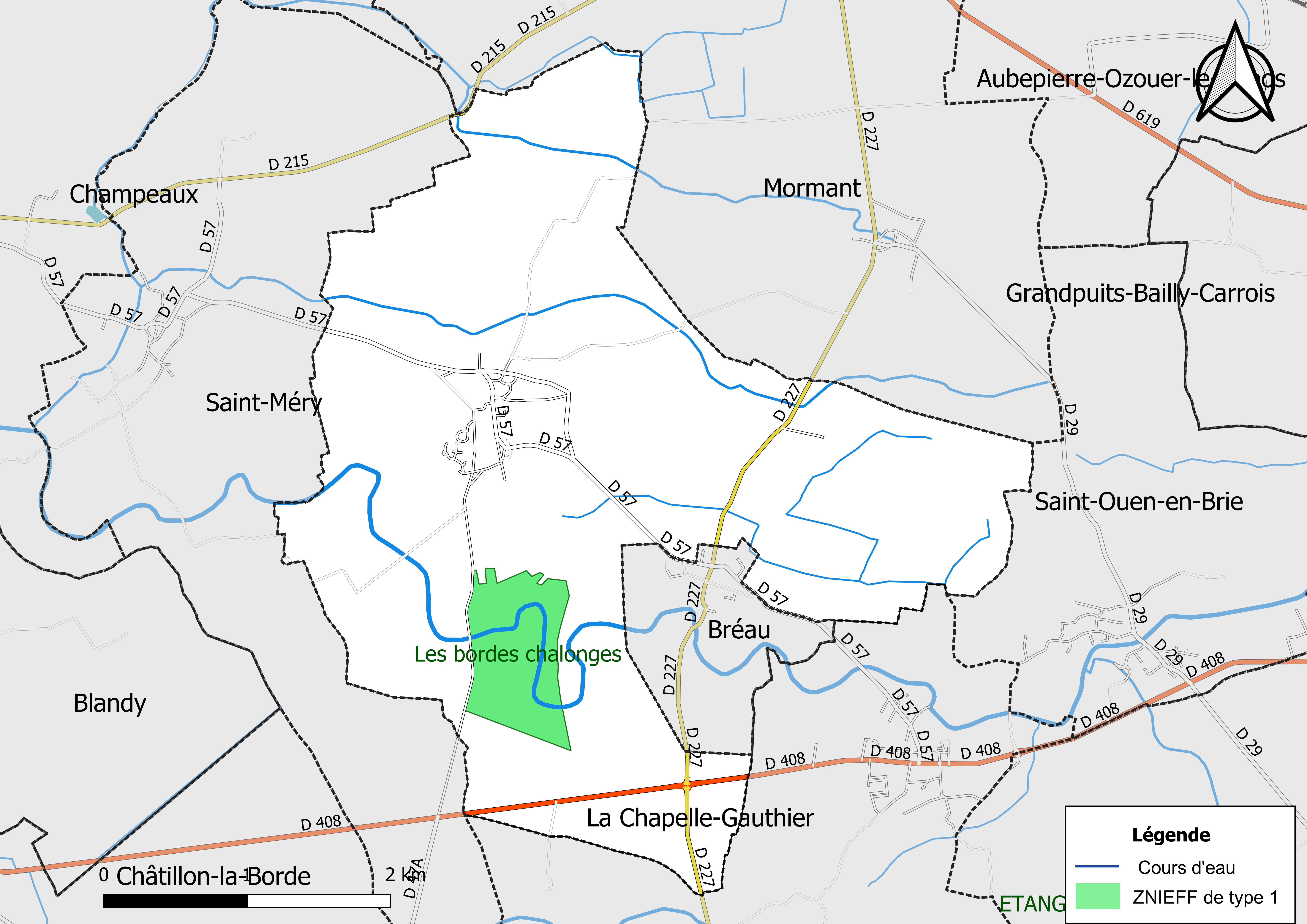
Carte des ZNIEFF de type 1 localisées sur la commune.

L’inventaire des zones naturelles d'intérêt écologique, faunistique et floristique (ZNIEFF) a pour objectif de réaliser une couverture des zones les plus intéressantes sur le plan écologique, essentiellement dans la perspective d’améliorer la connaissance du patrimoine naturel national et de fournir aux différents décideurs un outil d’aide à la prise en compte de l’environnement dans l’aménagement du territoire.
Le territoire communal de Bombon comprend une ZNIEFF de type 1,, 
« les Bordes Chalonges » (71,6 ha).

## Urbanisme

### Typologie
Au 1er janvier 2024, Bombon est catégorisée bourg rural, selon la nouvelle grille communale de densité à sept niveaux définie par l'Insee en 2022.
Elle est située hors unité urbaine. Par ailleurs la commune fait partie de l'aire d'attraction de Paris, dont elle est une commune de la couronne,. Cette aire regroupe 1 929 communes,.

### Lieux-dits, écarts et quartiers
La commune compte 88 voies dont 54 lieux-dits administratifs répertoriés.

### Occupation des sols
L'occupation des sols de la commune, telle qu'elle ressort de la base de données européenne d’occupation biophysique des sols Corine Land Cover (CLC), est marquée par l'importance des territoires agricoles (55,3 % en 2018), en augmentation par rapport à 1990 (54,3 %). La répartition détaillée en 2018 est la suivante : 
terres arables (47,2% ), forêts (39,2% ), prairies (8,1% ), zones urbanisées (3,2% ), espaces verts artificialisés, non agricoles (2,3 %).
Parallèlement, L'Institut Paris Région, agence d'urbanisme de la région Île-de-France, a mis en place un inventaire numérique de l'occupation du sol de l'Île-de-France, dénommé le MOS (Mode d'occupation du sol), actualisé régulièrement depuis sa première édition en 1982. Réalisé à partir de photos aériennes, le Mos distingue les espaces naturels, agricoles et forestiers mais aussi les espaces urbains (habitat, infrastructures, équipements, activités économiques, etc.) selon une classification pouvant aller jusqu'à 81 postes, différente de celle de Corine Land Cover,,. L'Institut met également à disposition des outils permettant de visualiser par photo aérienne l'évolution de l'occupation des sols de la commune entre 1949 et 2018.

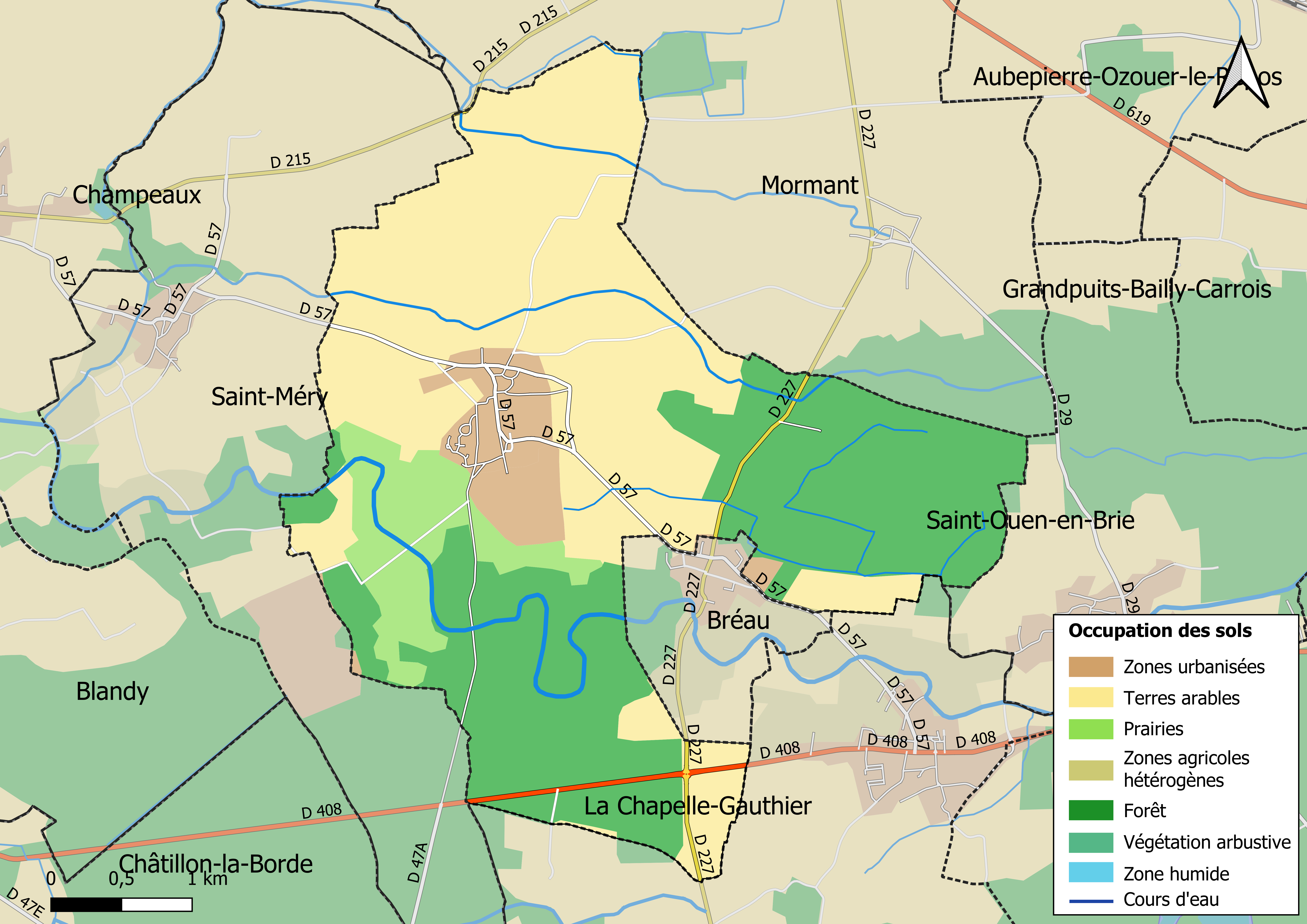
Carte des infrastructures et de l'occupation des sols en 2018 (CLC) de la commune.
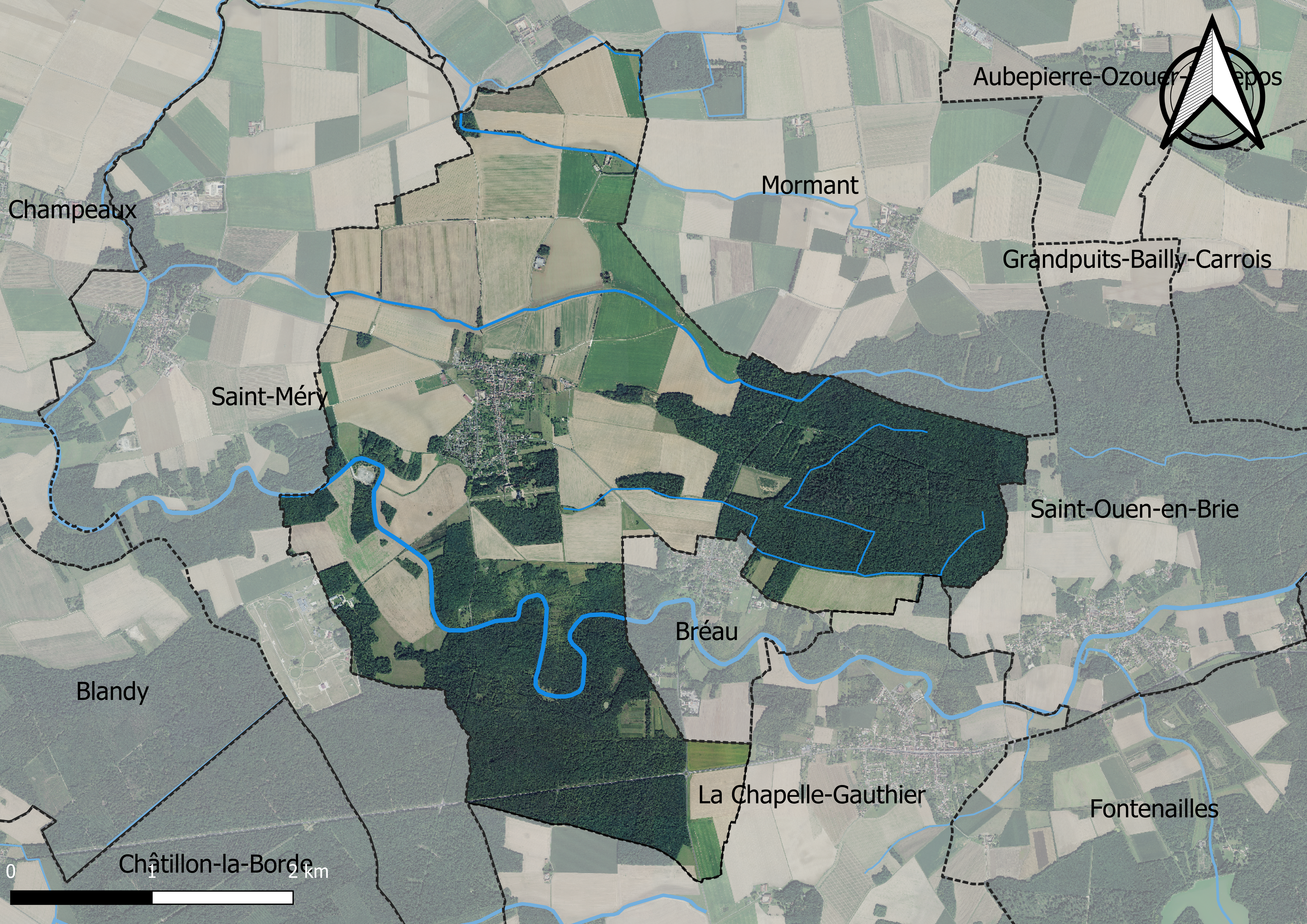
Carte orthophotogrammétrique de la commune.

### Planification
La commune disposait en 2019 d'un plan local d'urbanisme en révision. Le zonage réglementaire et le règlement associé peuvent être consultés sur le géoportail de l'urbanisme.

### Logement
En 2014, le nombre total de logements dans la commune était de 353 (dont 96,6 % de maisons et 2,9 % d’appartements).
Parmi ces logements, 88,5 % étaient des résidences principales, 3,8 % des résidences secondaires et 7,7 % des logements vacants.
La part des ménages propriétaires de leur résidence principale s’élevait à 89,7 % contre 7,9 % de locataires.

## Toponymie
Formes anciennes : Bunbun (vers 1142) ; Bomboium (vers 1145) ; Bonbon (1198) ; Bonbun (1209) ; Parrochia de Bombone (1239) ; A. de Bombonio (1280) ; Bombon en Brye (1565) ; Bombon en Brie (1670).

## Histoire
En 1207 le prieuré augustinien de Notre-Dame de Tréhans, dit parfois Tréyans, situé sur la paroisse, a été donné par Pierre de Corbeil, évêque de Sens, à l'abbaye du Jard qui gagnait ainsi un revenu annuel de 700 livres tournoi. La chapelle de Saint-Éloi, dépendant de l'église paroissiale de Bombon, rapportait 40 livres tournoi à l'archevêque. Fin XVe siècle l'abbaye du Jard eut un abbé du nom de Guillaume de Bombon (mort en 1400).
La famille seigneuriale de Bombon, connue depuis les XIIe – XIIIe siècles, prenait le nom du village ; elle pouvait être apparentée aux Villebéon de La Chapelle-Gauthier, au vu de la ressemblance des armoiries. À la fin du XIIIe siècle, l'héritière Jeanne de Bombon épouse Jean de Brenne ; au début du XVIIe siècle, Antoine de Brenne construit le château de Bombon et épouse la capétienne Claude (1582-1612), fille de Gaspard Ier de Courtenay de Bléneau : leur fille Louise-Jacqueline de Brenne, † 1657, épouse Philibert de Bigny d'Ainay, et leur fils François de Brenne de Bombon prend aussi le nom de Brenne de Postel à la suite de son mariage avec l'héritière Félice de Postel d'Ormoy-en-Brie ; par les Bombon, les Brenne possèdent également le fief de Montjay-en-Brie (à Bombon ; ne pas confondre avec Montjay à Villevaudé).
En mars 1699 (lettres patentes enregistrées en 1700) la seigneurie de Bombon est érigée en comté en faveur de Basile de Brenne de Postel, fils de François de Brenne et Félice de Postel d'Ormoy. Marié à Marie-Madeleine Duret de Cevery, ils eurent pour enfant Edme-Charlotte de Brenne, comtesse de Bombon, dame du palais de la reine, mariée en 1720 à Marie-Thomas-Auguste Goyon, marquis de Matignon.
En 1772, Bombon était prieuré-cure et château de l'archidiaconé et doyenné de Melun, l'abbé de Chaumes en recevant les revenus. À cette époque, le seigneur en était M. Claude Geoffroy d'Assy de Montjay, secrétaire du roi (1690-1770) : il avait acheté Bombon et Montjay (à Bombon) aux Goyon-Matignon vers 1730-1732 (les Geoffroy puis leurs héritiers de Bardon de Segonzac conserveront les terres de Bombon et Montjay jusqu'après la première Guerre mondiale). Le village comptait 105 feux (783 habitants en 1841), et dépendait de Melun pour le bailli et le grenier à sel.
Vers 1840 le château et les fermes de Neuvy (ancien fief) et de Forest appartenaient aux héritiers de Louis Geoffroy de Montjay (fils de Claude) ; la ferme des Epoisses à la comtesse de Béthisy ; la ferme des Bordes-Chalonges, qui servait de maison de garde, et l'ancien château de Montjay, à M. de Bonneuil ; et le moulin à vent de Bombon à M. de Montjay fils.
Lénine a séjourné dans le village, avec sa mère et sa sœur, pendant l'été 1909. L'habitante qui le logeait se souvient d'un homme aimable cherchant à être agréable. Il lui a même appris à monter à bicyclette.
Bombon a été le berceau de la Victoire de 1918. En effet, le général Foch a transporté son poste de commandement à Bombon en 1918. Son bâton de maréchal « lui a été remis dans la cour d'honneur du château en présence de tous les chefs d'état-major, maréchal Haig, maréchal Pershing, général Pétain et des plus hautes autorités politiques, le président de la République, Raymond Poincaré, Clemenceau […], Painlevé, ancien ministre de la Guerre et ancien président du Conseil. Le général Weygand […] l'assistait ».
L'abbé Denoyer, curé de Bombon, a été flagellé le 5 janvier 1926 par une douzaine d'adeptes de la secte "Notre-Dame des Pleurs" de Bordeaux fondée par Marie Mesmin. L'affaire fit grand scandale et une chanson sur ce fait divers fit le tour de la France. La Complainte du Curé de Bombon, créée par le chanteur marseillais Alibert se chantait sur l'air du Trompette en bois.
Qu'est-c'qu'il a pris, monsieur l'curé/ Comme trempette (bis)/ Pour attendrir les conjurés/ Le martyr s'mit à murmurer/ Ne frappez pas au même endroit/ J'vous l'confesse/ Changez d'fesse/ Si vous voulez savoir pourquoi?/ C'est qu'elles ne sont pas en bois .
En 1939, le château de Bombon devient l'un des trois postes de commandement principaux de l'armée française.
En 1981, c'est sur la commune de Bombon qu'a été tourné le film de Jean Girault "La soupe aux choux" avec Louis de Funès, Jean Carmet et Jacques Villeret.

## Politique et administration

### Tendances politiques et résultats

#### Élections nationales
- Élection présidentielle de 2017[40]: 37,39 % pour Emmanuel Macron (REM), 27,03 % pour Marine Le Pen (FN), 77,78 % de participation.

### Liste des maires
| Période                                  | Période   | Identité            | Étiquette | Qualité               |
| ---------------------------------------- | --------- | ------------------- | --------- | --------------------- |
| Les données manquantes sont à compléter. |           |                     |           |                       |
| 1984                                     | mars 2008 | Joseph Berger       | UMP       |                       |
| mars 2008                                | 2020      | Jean-Pierre Girault |           | Ingénieur en retraite |
| 2020                                     | En cours  | Joëlle Salazar      |           |                       |

## Équipements et services

### Eau et assainissement
L’organisation de la distribution de l’eau potable, de la collecte et du traitement des eaux usées et pluviales relève des communes. La loi NOTRe de 2015 a accru le rôle des EPCI à fiscalité propre en leur transférant cette compétence. Ce transfert devait en principe être effectif au 1er janvier 2020, mais la loi Ferrand-Fesneau du 3 août 2018 a introduit la possibilité d’un report de ce transfert au 1er janvier 2026,.

#### Assainissement des eaux usées
En 2020, la gestion du service d'assainissement collectif de la commune de Bombon est assurée par la communauté de communes Brie des Rivières et Châteaux (CCBRC) pour la collecte, le transport et la dépollution. Ce service est géré en délégation par une entreprise privée, dont le contrat arrive à échéance le 31 mars 2020,,.
L’assainissement non collectif (ANC) désigne les installations individuelles de traitement des eaux domestiques qui ne sont pas desservies par un réseau public de collecte des eaux usées et qui doivent en conséquence traiter elles-mêmes leurs eaux usées avant de les rejeter dans le milieu naturel. La communauté de communes Brie des Rivières et Châteaux (CCBRC) assure pour le compte de la commune le service public d'assainissement non collectif (SPANC), qui a pour mission de vérifier la bonne exécution des travaux de réalisation et de réhabilitation, ainsi que le bon fonctionnement et l’entretien des installations,,.

#### Eau potable
En 2020, l'alimentation en eau potable est assurée par la communauté de communes Brie des Rivières et Châteaux (CCBRC) qui en a délégué la gestion à une entreprise privée,.

## Population et société

### Démographie
L'évolution du nombre d'habitants est connue à travers les recensements de la population effectués dans la commune depuis 1793. Pour les communes de moins de 10 000 habitants, une enquête de recensement portant sur toute la population est réalisée tous les cinq ans, les populations de référence des années intermédiaires étant quant à elles estimées par interpolation ou extrapolation. Pour la commune, le premier recensement exhaustif entrant dans le cadre du nouveau dispositif a été réalisé en 2006.

En 2022, la commune comptait 936 habitants, en évolution de −2,6 % par rapport à 2016 (Seine-et-Marne : +3,92 %, France hors Mayotte : +2,11 %).
| 1793 | 1800 | 1806 | 1821 | 1831 | 1836 | 1841 | 1846 | 1851 |
| ---- | ---- | ---- | ---- | ---- | ---- | ---- | ---- | ---- |
| 604  | 612  | 615  | 736  | 753  | 713  | 600  | 686  | 738  |

| 1856 | 1861 | 1866 | 1872 | 1876 | 1881 | 1886 | 1891 | 1896 |
| ---- | ---- | ---- | ---- | ---- | ---- | ---- | ---- | ---- |
| 691  | 772  | 806  | 780  | 763  | 694  | 692  | 703  | 661  |

| 1901 | 1906 | 1911 | 1921 | 1926 | 1931 | 1936 | 1946 | 1954 |
| ---- | ---- | ---- | ---- | ---- | ---- | ---- | ---- | ---- |
| 617  | 597  | 605  | 555  | 534  | 459  | 501  | 538  | 527  |

| 1962 | 1968 | 1975 | 1982 | 1990 | 1999 | 2006 | 2011 | 2016 |
| ---- | ---- | ---- | ---- | ---- | ---- | ---- | ---- | ---- |
| 516  | 504  | 545  | 737  | 853  | 905  | 913  | 860  | 961  |

| 2021 | 2022 | - | - | - | - | - | - | - |
| ---- | ---- | - | - | - | - | - | - | - |
| 944  | 936  | - | - | - | - | - | - | - |

### Événements
- Spectacle pyrotechnique du 14-Juillet.
- Vide-greniers du 1er mai.
- Le Printemps des Menteurs, festival de contes en mars.

## Économie

### Revenus de la population et fiscalité
En 2018, le nombre de ménages fiscaux de la commune était de 330, représentant 846 personnes et la médiane du revenu disponible par unité de consommation de 25 840 euros.

### Emploi
En 2018 , le nombre total d’emplois dans la zone était de 149, occupant 418 actifs résidants.
Le taux d'activité de la population (actifs ayant un emploi) âgée de 15 à 64 ans s'élevait à 73,4 % contre un taux de chômage de 4,4 %.
Les 22,2 % d’inactifs se répartissent de la façon suivante : 8,4 % d’étudiants et stagiaires non rémunérés, 8 % de retraités ou préretraités et 5,8 % pour les autres inactifs.

### Secteurs d'activité

#### Entreprises et commerces
En 2019, le nombre d’unités légales et d’établissements (activités marchandes hors agriculture) par secteur d'activité était de 29 dont 4 dans l’industrie manufacturière, industries extractives et autres, 7 dans la construction, 8 dans le commerce de gros et de détail, transports, hébergement et restauration, 1 dans l’Information et communication, 2 dans les activités immobilières, 3 dans les activités spécialisées, scientifiques et techniques et activités de services administratifs et de soutien, 3 dans l’administration publique, enseignement, santé humaine et action sociale et 1 était relatif aux autres activités de services.
En 2020, 6 entreprises ont été créées sur le territoire de la commune, dont 5 individuelles.
Au 1er janvier 2021, la commune ne disposait pas d’hôtel et de terrain de camping.

#### Agriculture
Bombon est dans la petite région agricole dénommée la « Brie française », (ou Basse-Brie), une partie de la Brie autour de Brie-Comte-Robert. En 2010, l'orientation technico-économique de l'agriculture sur la commune est diverses cultures (hors céréales et oléoprotéagineux, fleurs et fruits).
Si la productivité agricole de la Seine-et-Marne se situe dans le peloton de tête des départements français, le département enregistre un double phénomène de disparition des terres cultivables (près de 2 000 ha par an dans les années 1980, moins dans les années 2000) et de réduction d'environ 30 % du nombre d'agriculteurs dans les années 2010. Cette tendance n'est pas confirmée au niveau de la commune qui voit le nombre d'exploitations rester constant entre 1988 et 2010. Parallèlement, la taille de ces exploitations augmente, passant de 730 ha en 1988 à 796 ha en 2010.
Le tableau ci-dessous présente les principales caractéristiques des exploitations agricoles de Bombon, observées sur une période de 22 ans : 
|                                      | 1988 | 2000 | 2010 |
| ------------------------------------ | ---- | ---- | ---- |
| Dimension économique,                |      |      |      |
| Nombre d’exploitations (u)           | 1    | 1    | 1    |
| Travail (UTA)                        | 8    | 6    | 5    |
| Surface agricole utilisée (ha)       | 730  | 888  | 796  |
| Cultures                             |      |      |      |
| Terres labourables (ha)              | s    | s    | s    |
| Céréales (ha)                        | s    | s    | s    |
| dont blé tendre (ha)                 | s    | s    | s    |
| dont maïs-grain et maïs-semence (ha) | s    | s    |      |
| Tournesol (ha)                       | 0    |      |      |
| Colza et navette (ha)                | s    | s    | s    |
| Élevage                              |      |      |      |
| Cheptel (UGBTA)                      | 0    | 0    | 0    |

## Culture locale et patrimoine

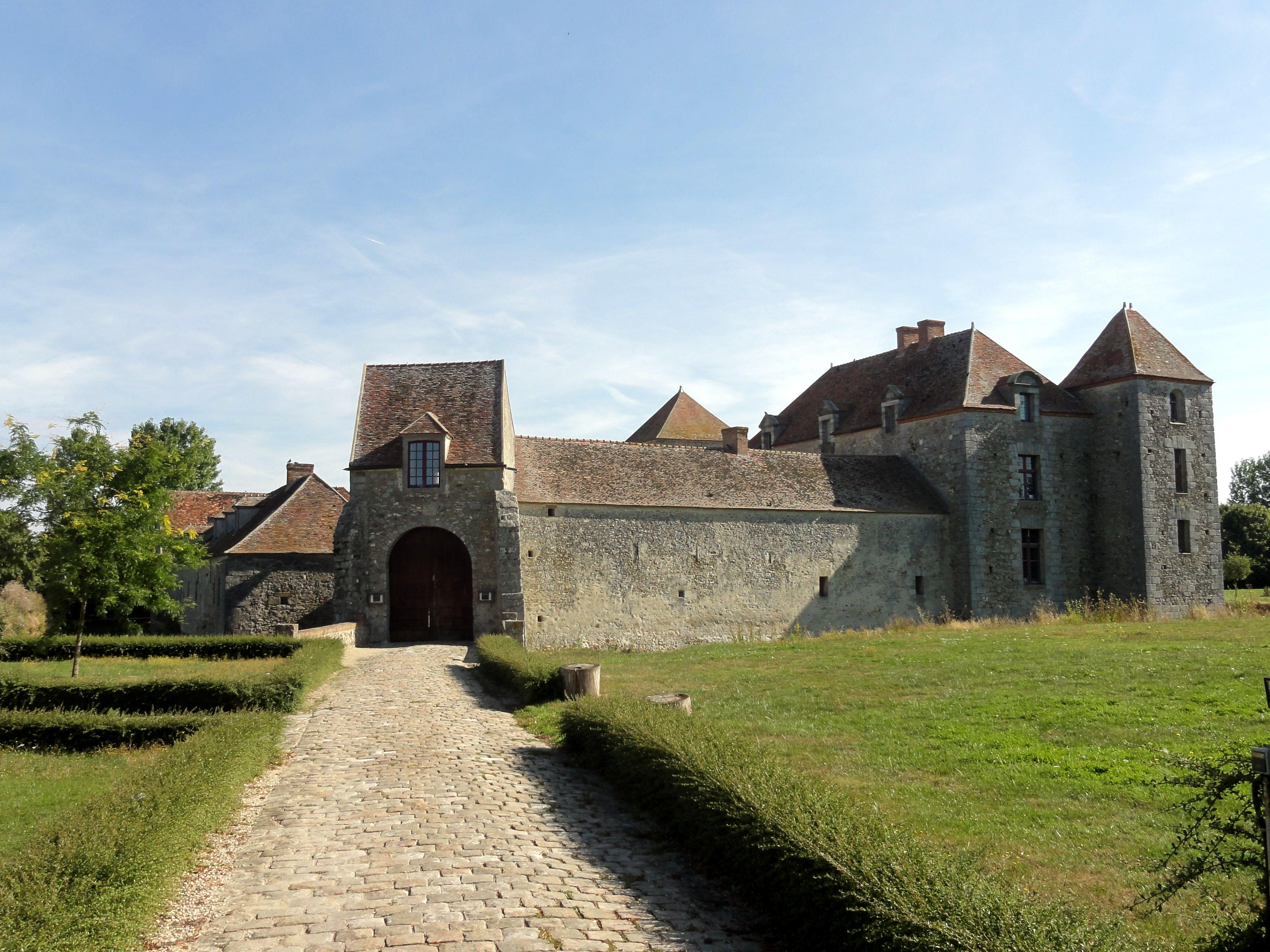
Maison forte des Époisses, vue depuis l'ouest.

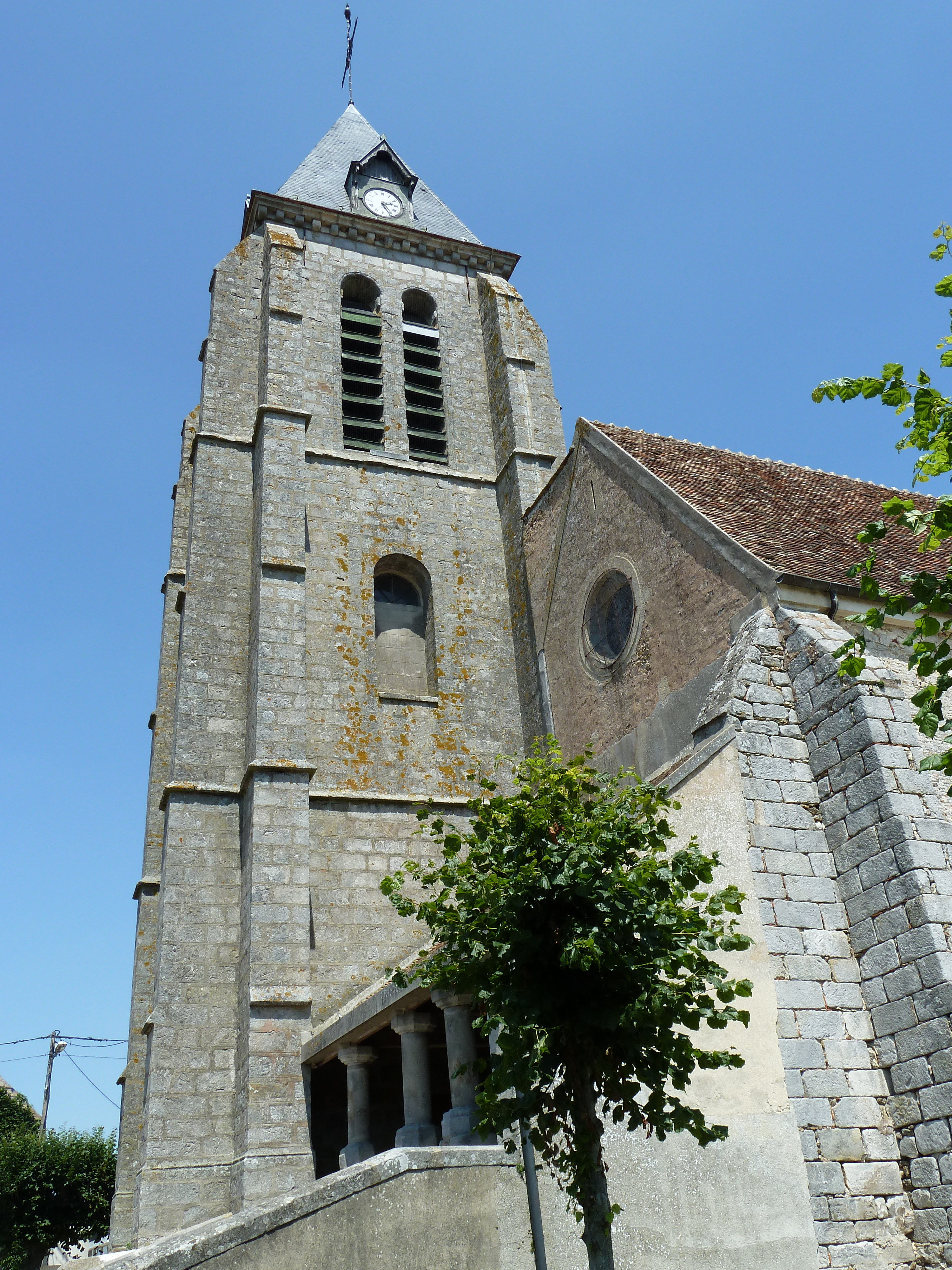
L'église Saint-Germain.

### Lieux et monuments
- Église Saint-Germain XVe siècle,  Inscrite MH (1990)[63],[64].

Un seul bas-côté, tour en grès du XVIe siècle ; statues d'art populaire, fonts baptismaux en marbre du XVIIIe siècle.
- château de Bombon et sa chapelle,  Inscrit MH (1949, Château, douves, communs ; partie du parc limitée à l'Ouest par le chemin de Bombon à la Borde, à l'Est par le chemin de terre passant à 250 mètres du château)[65].

Il a été la propriété de Félix Houphouët-Boigny, président de la Côte d'Ivoire.
- Maison forte des Époisses,  Classé MH (1981, Ferme, y compris la cour pavée, les douves, la grange)[67].

Ferme médiévale fortifiée.
- Château de Montjay et sa chapelle.
- Bois de Bombon.
- Rives du ru des Moines.
- Sources et étangs.

### Bombon et le cinéma
Des scènes du film La Soupe aux choux avec Jean Carmet et Louis de Funès y ont été tournées. Les maisons, en ruine de nos jours, représentent le lieu-dit des Gourdiflots dans le film, où l'on y voit notamment la Francine passer sur un chemin (de nos jours complètement recouvert par des ronces et des arbres) entre ces 4 maisons. De Funès et Carmet eux ne se sont jamais rendus sur ce lieu.

### Héraldique
| Armes de Bombon | Les armes de Bombon se blasonnent ainsi : De gueules à la montagne d'argent maçonnée de sable, chargée d'une divise ondée d'azur, surmontée d'un soleil à dextre et d'une branche d'épine posée en pal à senestre, le tout d'or. |